# Al-Anfal

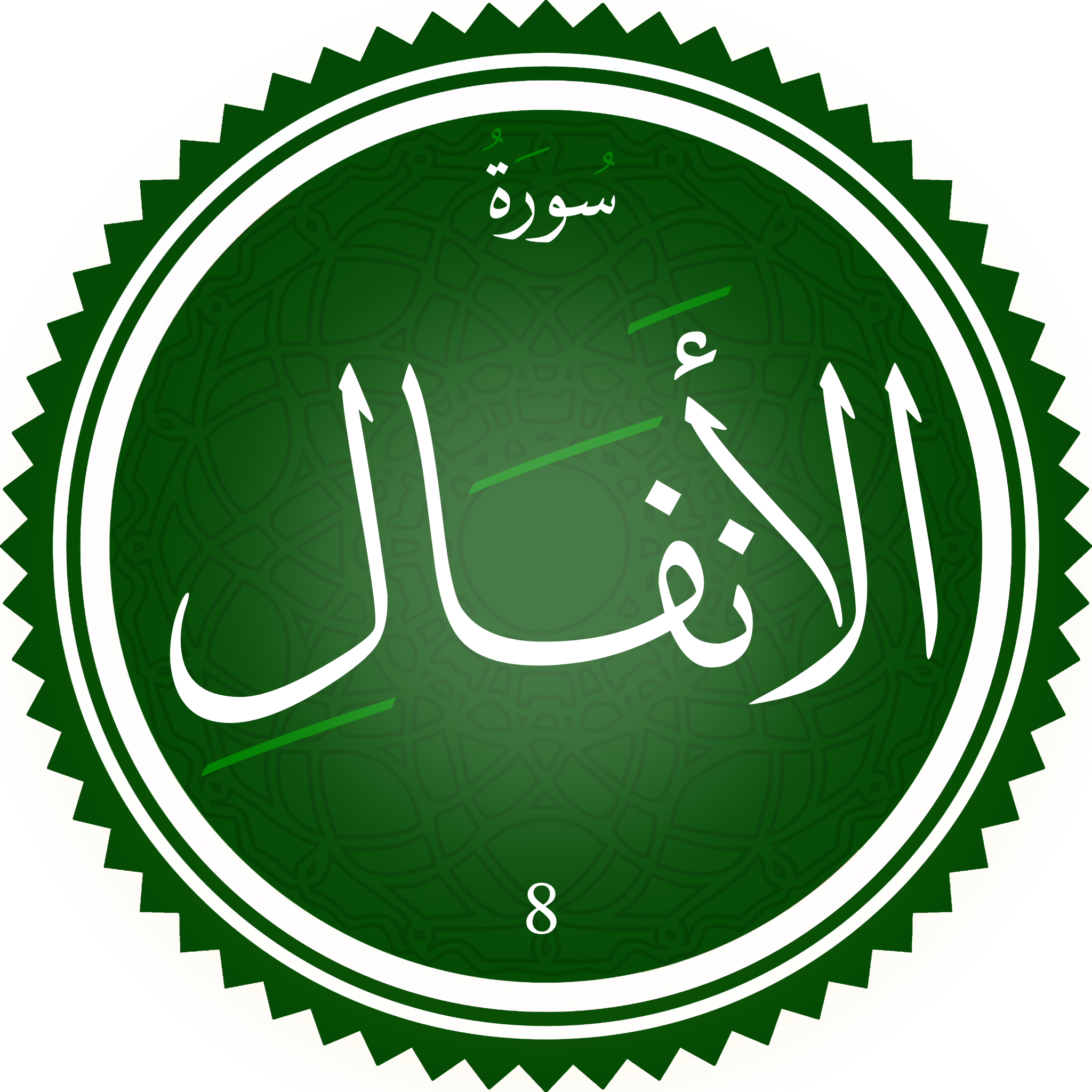
al-Anfal, sura nummer åtta.

Al-Anfâl (arabiska: سورة الأنفال, Sūratu al-Anfāl, "Krigsbyte") är den åttonde suran i Koranen med 75 verser (ayah). Det är en medinsk sura. Den hör ihop med det efterkommande kapitlet, At-Tawba.
Al-Anfâl sammanfattar lärdomarna från den vändpunkt Slaget vid Badr blev för det unga muslimska samfundet.